# Dudarawa (przystanek kolejowy)
Dudarawa (biał. Дударава, ros. Дударево) – przystanek kolejowy w pobliżu miejscowości Łaryszczawa i Dudarawa, w rejonie dobruskim, w obwodzie homelskim, na Białorusi. Położony jest na linii Briańsk - Homel.